# 外便所

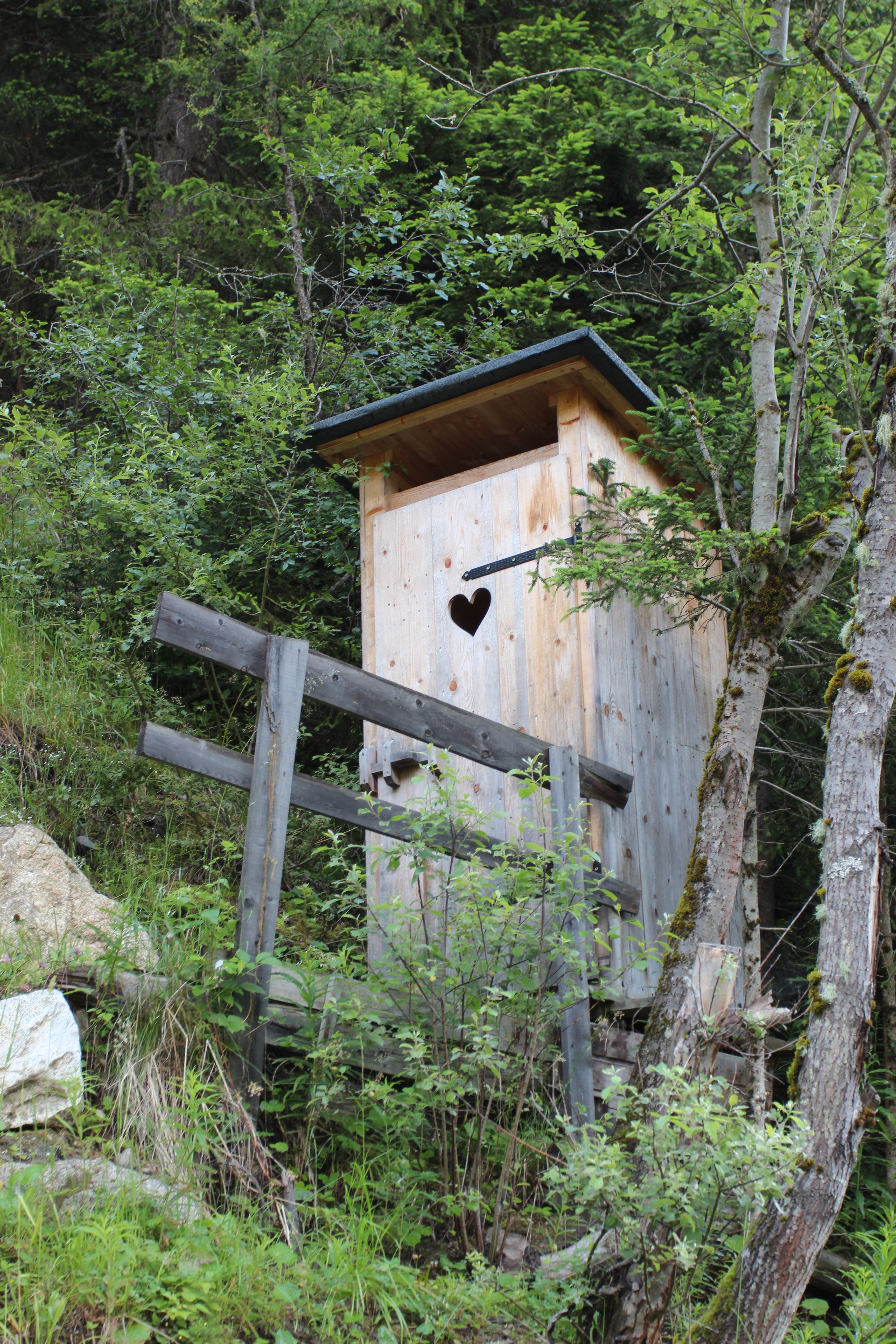
外便所

外便所（そとべんじょ、英語：outhouse）は、屋外に設けられた便所のこと。簡単な建物をともなうことが多い。
1. 下肥を施肥する際に便利であること
2. 外来者からの糞尿を集められること
3. 農作業中に便意や尿意をもよおしたとき、家の内に入らずとも用を足せること

などの利点が多かったため、化学肥料や水洗便所が普及する以前の農村、農家で広くみられた便所である。20世紀後半まではオーストラリアなどの先進国の都市でも使用されていたが、現在は農村部や発展途上国の都市でのみ見られる。人口密集地域に存在する場合、構造によっては地下水の汚染の原因となる場合もある。
外便所内に設置されるトイレはピットラトリンや肥溜め、あるいは落下式便所など様々である。
英語で外便所を指す言葉は"outhouse"であるが、これは主に北アメリカで使用されるものであり、他の地域、あるいは英語の方言によっては、小屋、納屋、作業場などの母屋以外の別棟も指す場合がある。

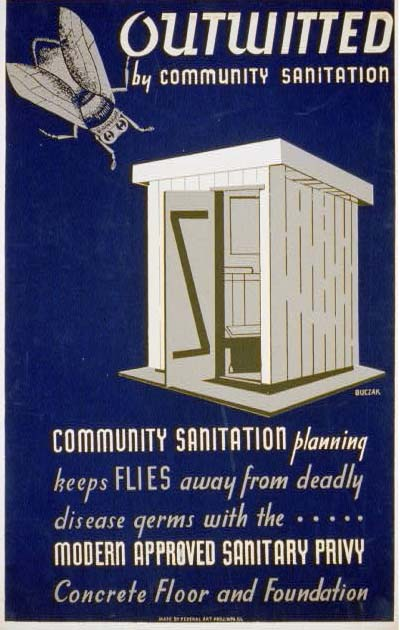
衛生的な外便所のデザインを宣伝する、アメリカ合衆国イリノイ州の公衆衛生ポスター（1940年）

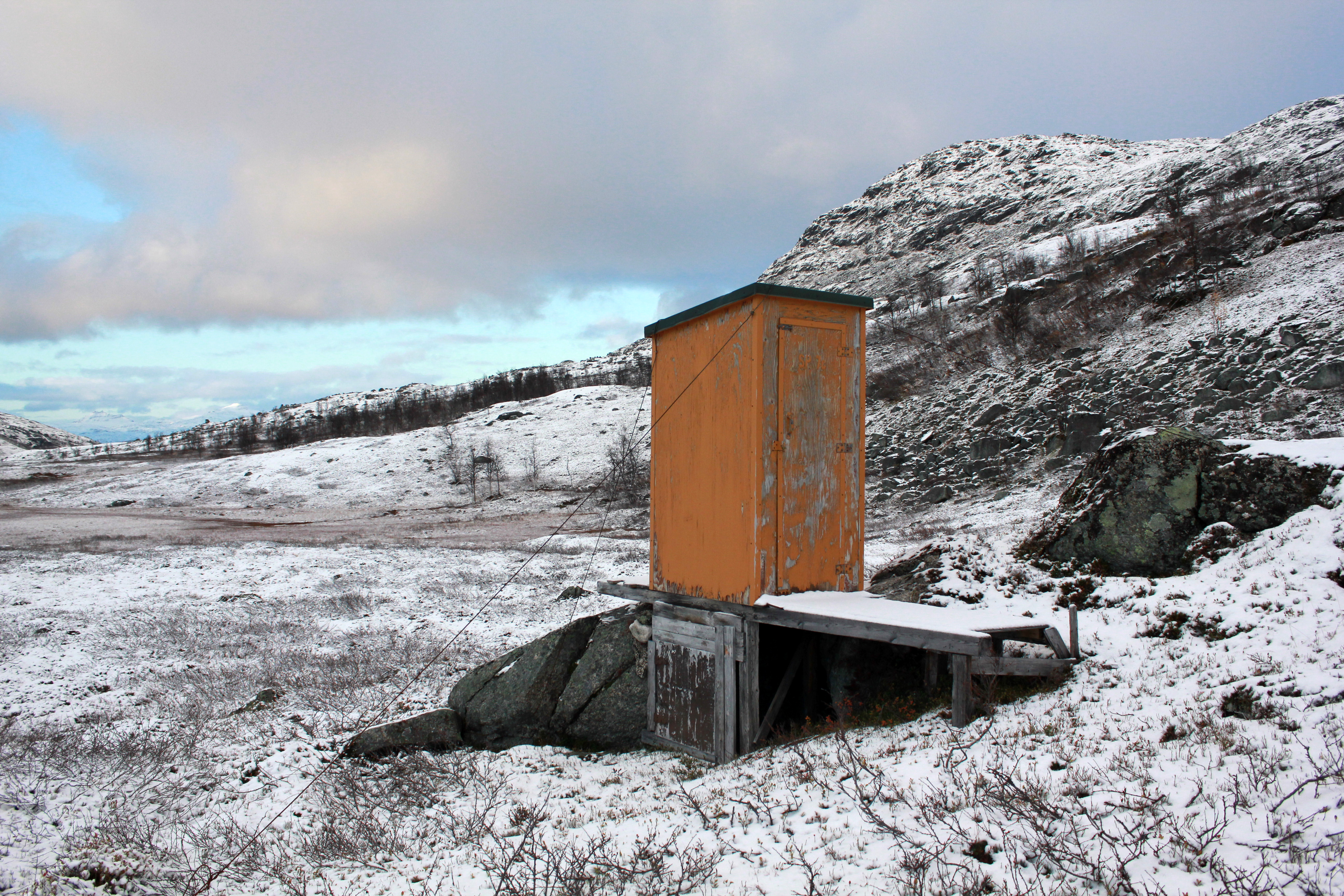
ノルウェー・ナルヴィクの山中の外便所

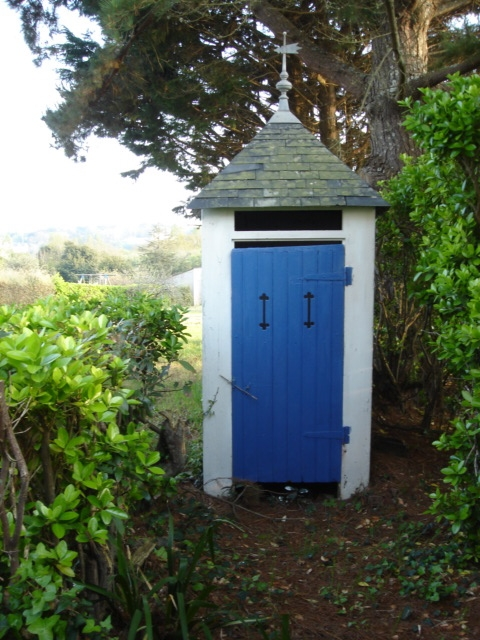
フランス・ブルターニュのル・パレにある外便所

## 構造・設計
外便所は住居の外に設置されており、一般的に配管、下水道、または浄化槽に接続されていない。世界保健機関（WHO）は、使用しやすさと臭気の問題のバランスをとって、家から適度な距離に設置することを推奨している。

### 建物

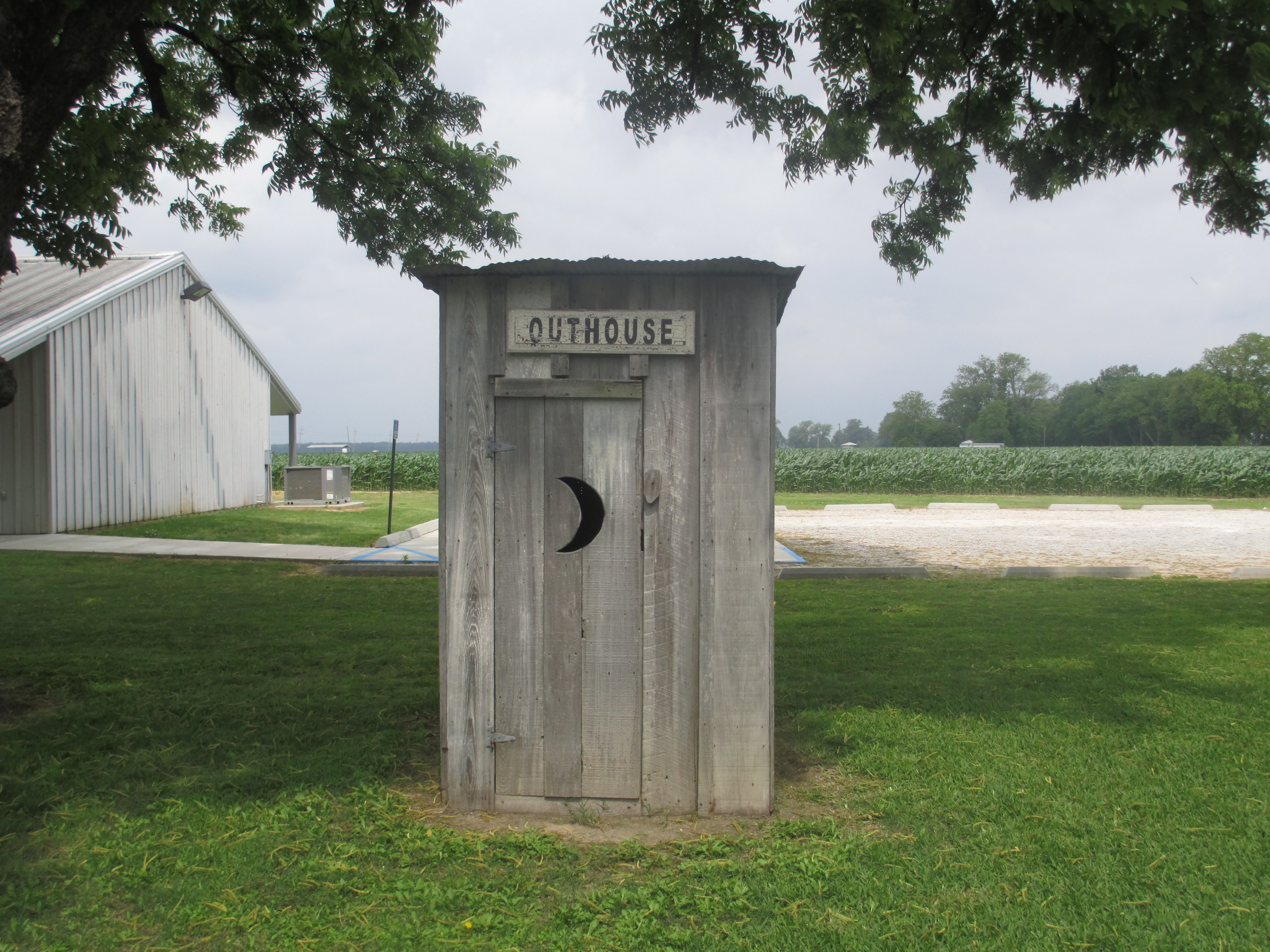
小作人らによって使用されていた展示中の外便所。ルイジアナ州綿の博物館(Louisiana State Cotton Museum)、ルイジアナ州レイク・プロビデンス

外便所の建物には、使用者のプライバシーの保護と快適性の保持や、雨水の流入などからのトイレ自体の保護などといった目的がある。仮に雨水がトイレの穴に入り込むと、その量によっては穴が氾濫し、未処理の糞尿が分解される前にそれらを下層土壌に洗い流してしまう可能性がある。建物は一般的に実用に徹したシンプルな設計で、材木または合板でできている。これは、屎尿を貯めるスペースがいっぱいになったとき簡単に移動できるようにするためである。スペースのサイズと使用量によっては、これはかなり頻繁に行われる場合があり、場合によっては毎年行われる。「ジャックパイン」ボブ・キャリー("Jackpine" Bob Cary)は、「誰でも外便所を建てることができるが、だれもが良い外便所を建てることができるわけではない」("Anyone can build an outhouse, but not everyone can build a good outhouse.")と自身の著作に記している。建物は通常長方形または正方形であるが、時には六角形の外便所も建てられてきた。
外便所内部の設計は文化によって異なる。西ヨーロッパや北アメリカでは、糞尿の貯蔵スペースが床から一段高くなっており、その上に便座が設置されている。そのため、通常のトイレと同様に座って使用することができる。ヨーロッパ諸国の農村部では、使用者がしゃがんで利用する際足を置くために、穴の両脇にくぼみを2つ設けている場合もある。一方東ヨーロッパでは、一般的には床に穴が空いているだけの簡素な構造であり、その上に使用者がしゃがむ。トイレットペーパーは通常設置されているが、代わりに古いトウモロコシの穂軸、木の葉、またはトイレットペーパー以外の紙が使用されることがある。
アメリカの外便所のドアには、しばしば三日月がデザインされている。これに関しては様々な説があり、植民地時代に文盲の大衆のために「男性」と「女性」を示す目的で、女性の象徴として月がデザインされたというものが知られている。しかし、一部の人々は都市伝説としてこれを否定している。確実にいえることは、穴の本来の目的は換気と光のためであり、様々なデザインが用いられていたということである。

### トイレ

#### ピットラトリン

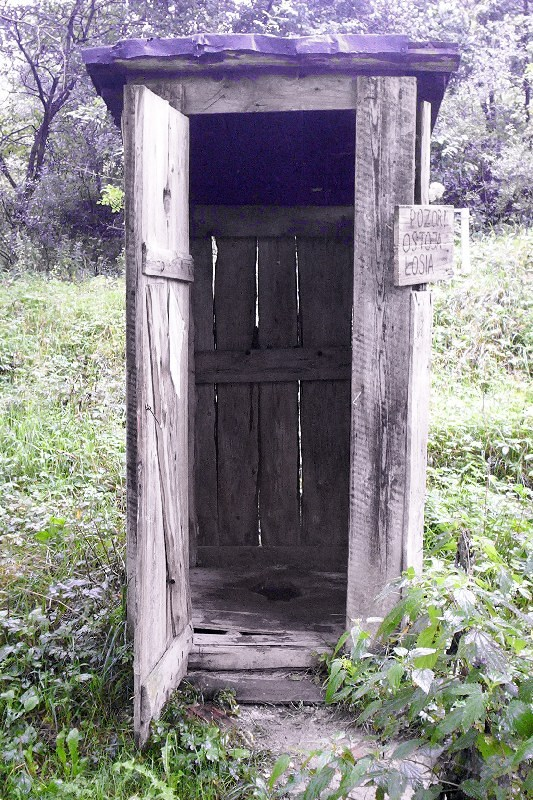
ポーランドの外便所

外便所内には地面浸透処理の簡易便所であるピットラトリンがしばしば設けられる。ピットラトリンは地面の穴（ピット）に人間の屎尿を集める単純な構造であり、発展途上国で普及している。適切に建設・保守されていれば、人間が野外に排出した糞便から病気が広がるのを減らすことができる。ピットが一番上までいっぱいになったら、それを空にするか、新しいピットを建設して、建物を別の場所に移動または新設する必要がある。ピットから除去された糞尿汚泥の管理は複雑であり、適切に行われなければ、環境と健康に悪影響を及ぼす可能性がある。2013年の時点で、ピットラトリンは推定17億7千万人によって使用されている。

#### 肥溜め
肥溜めも外便所内のトイレとして一般的である。肥溜めは便座と大き目の水瓶やバケツなどの容器から成り、いっぱいになった際は使用者によって空にされ、取り出された糞尿は庭の堆肥として使用されたり、請負業者に回収されたりする。肥溜めを備えた外便所は歴史的に「ペール・クローゼット」 (pail closet) として知られており、自治体はしばしば「ナイトマン」("nightmen")（下肥（しもごえ）(night soil)から）として知られる、糞尿が溜まった容器を空にし交換する労働者らを雇っていた。このシステムはイングランドの町ロッチデールに関連して、「ロッチデール・システム」("Rochdale System")として公衆衛生の書物などに記述される。20世紀の複数の文書では、同様のシステムがフランスの一部やヨーロッパ大陸の他の場所でも運用されていたと報告している。オーストラリアでも上記のような収集システムが広く普及しており、「ダニー缶」("dunny cans") と呼ばれる容器が20世紀後半まで使用されていた。
スカンジナビア諸国およびその他のいくつかの国では、外便所は取り外し可能なコンテナの上に建てられている。コンテナは糞尿の容易な除去と迅速な堆肥化を可能にする。同様のシステムがインドでも機能しており、数十万人の労働者が、個人用保護具なしでピットラトリンや肥溜めを空にする作業に従事している。

#### バイオトイレ
バイオトイレが外便所に用いられる場合もある。ワーム・ホールド・プライビー (Worm hold privies) というバイオトイレは、家庭用コンポスターでも用いられるシマミミズを利用して排泄物を分解するシステムで、バーモント州のグリーン・マウンテン・クラブで使用されている。バイオトイレもまた規制の対象である。
en:Clivus Multrumは、バイオトイレの一種であり、外便所の中にあることがある。

#### その他
スウェーデンのパクト・トイレ (Pacto toilet) は、排泄物を一回の使用ごとにプラスチックの袋でパックして処分する。外便所だけでなく室内にも設置することができ、災害時の仮設トイレとしても使用される。焼却トイレ(incinerating toilet)は、プロパンと12ボルト蓄電池の電気を使用して、糞尿を焼却して灰にするシステムで、数千のノルウェーのコテージに設置されている。

## 公衆衛生上の問題
外便所の設計、配置、メンテナンスは、公衆衛生上重要であると昔から認識されており、アメリカのニューディール政策期の公共事業促進局が1930年代から1940年代前半に作成したポスターでも謳われている。

### 昆虫
イエバエのような数種の飛翔昆虫は、腐敗した物質の臭気に引き付けられ、それらに産卵し、生まれた幼虫の食物にそれらを利用する。またカのような一部の昆虫は、子孫の繁殖のために、糞尿の貯蔵スペースにあるよどんでいる水を探す。
これらの害虫は、ぴったりと合うサイズのボードまたはコンクリートで貯蔵スペースの上部を囲み、十分に密閉されたトイレの穴カバーを使用が終わるたびに閉じ、さらに目の細かい防虫網を換気窓に設置することで、化学薬品を用いずとも簡単に減らすことができる。これは、すべての潜在的な経路による飛翔昆虫の侵入を防ぐ。
外便所に粉石灰の入ったバケツまたはバッグが設置されているのは、少なくともアメリカでは一般的である。主に外便所を使用した後（場合によってはその前にも）に、1～2杯の石灰をトイレの穴にスコップで振りかけ、廃棄物を覆うことで臭いを抑える。粉石灰を使用するこの方法は、共同・集団墓地でもしばしば利用される。

### 寄生虫
外便所の目的のひとつとして、鉤虫のような寄生虫の拡散を回避することが挙げられる。屋外に直接排泄した場合、寄生虫が拡散するおそれがある。

## 歴史
古い外便所の遺跡からは太古の居住者たちの生活が分かることがあり、考古学・人類学の発掘調査対象となる場合もある。。化石化した糞便（糞石）からは、当時の食事と健康に関する多くの情報を得ることができる。

### オーストラリア

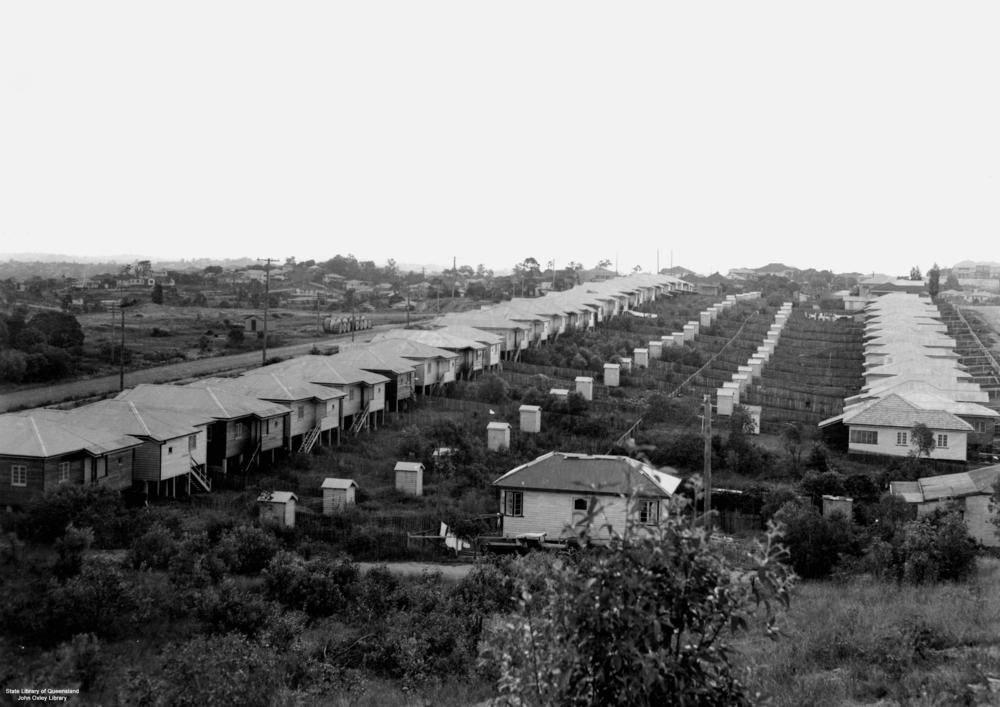
1950年頃のオーストラリア・クイーンズランド州ノーマンパーク。この地域は1960年代後半まで下水道が設置されていなかったため、各家の裏庭には外便所または「ダニー」("dunny")がある。写真の各住居の裏庭にある小さな小屋は外便所である。

オーストラリアの俗語で、「ダニー」 ("dunny") や「ダニー缶」 ("dunny can") は、トイレ（特に外便所）を意味する。
かつてのオーストラリアにおいては、下水道に接続されていない郊外地域の外便所では「ペール・クローゼット」 (pail closet) と呼ばれる大きな缶がトイレの下に設置され、人間の排泄物を集め、不動産所有者または地方議会に雇われた俗に「ダニーマン」("dunnyman") と呼ばれる請負業者（下肥収集人）が収集した。使用された缶は、空のきれいな缶と交換された。ブリスベンは人口が分散していたために、下水道の設置が困難であったことから、1950年代まで「ダニー・カート」(dunny carts、屎尿運搬車) に依存しており、タール、クレオソート、消毒剤によって臭いを抑えていた。
オーストラリアの学者ジョージ・セドン (George Seddon) は、自身の著書で次のように記述した。「20世紀前半、都市や田舎町の典型的なオーストラリアの裏庭には、『ダニー・レーン(dunny lane、下肥収集人が外便所へ行くための細い小路)』から隠し扉を通じて屎尿収集用の受け皿を回収できるように、裏庭の柵に隣接した外便所があった」("the typical Australian back yard in the cities and country towns (中略) a dunny against the back fence, so that the pan could be collected from the dunny lane through a trap-door")。ダニー・レーンは現在かなりの金額の価値がある。

### デンマーク
2017年、デンマークで1000年前のバイキングの外便所の遺跡が発見された。これは確証はないものの、国内で最も古い既知の外便所とみなされている。この発見は文化的に重要であると考えられている。

### アメリカ合衆国

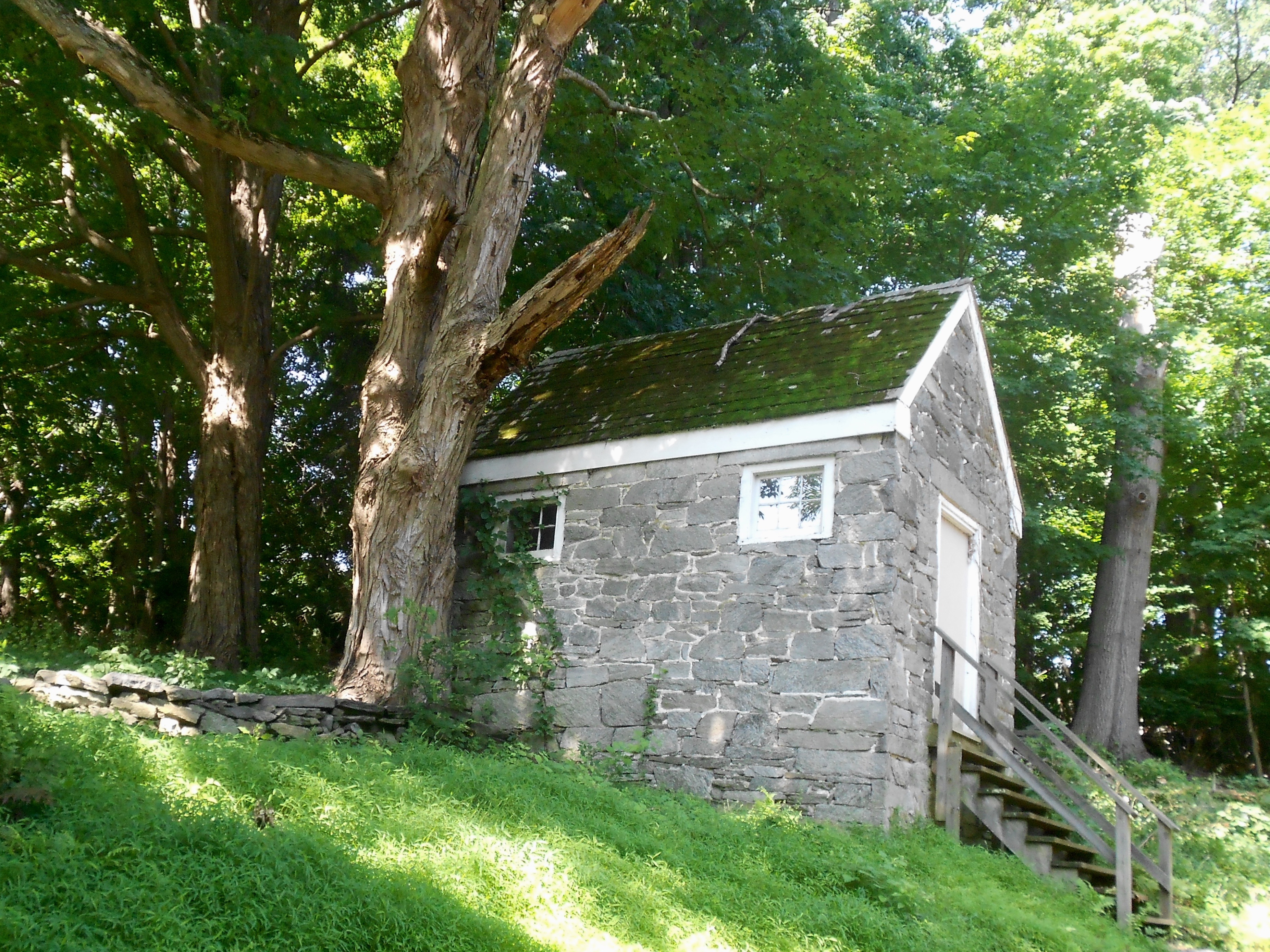
8つの便座のある石造りの外便所。トマス・ライパー・エステート(Thomas Leiper Estate)、ペンシルベニア州ウォーリングフォード近く

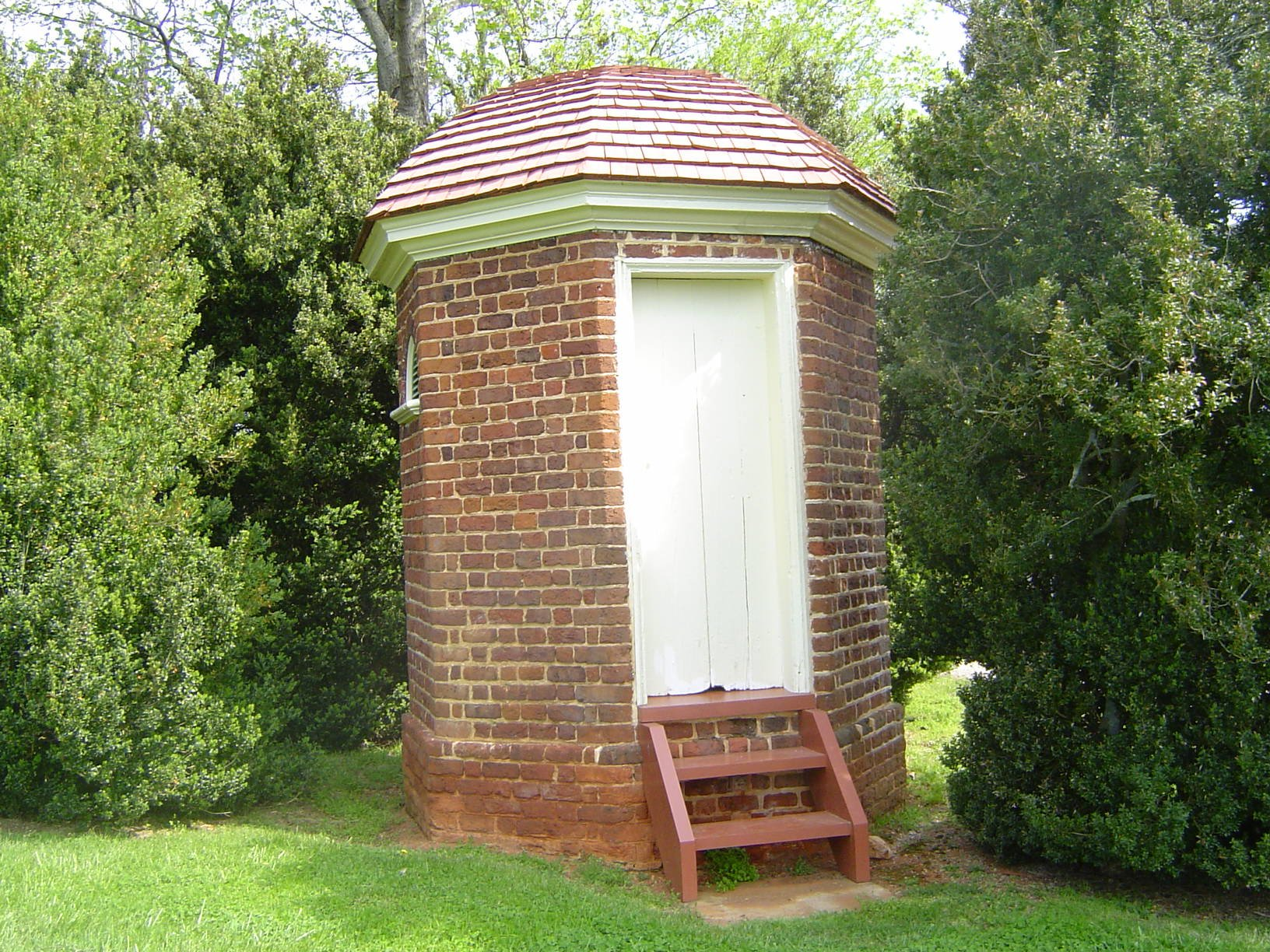
レンガ造りの外便所。トマス・ジェファーソンのポピュラー・フォレスト(Poplar Forest)、バージニア州リンチバーグ近く

アメリカにある外便所は通常1階建てだが、稀に2階建てのものも存在する。ミシガン州シダーレイクにある2階建て外便所は、隣接する2階建ての建物の各階と歩道でつながっていた。それは現在も存在するが、利用はされていない。2階の糞尿は1階のものとは別の場所に送られるため、1階の使用者はたとえ2階が同時に使用されていても、2階から自分のところへ糞尿が流れてくることを心配する必要はない。また、ボストン・エクスチェンジ・コーヒー・ハウス(Boston Exchange Coffee House)（1809年–1818年）には、4階建ての外便所があり、各階に窓を備えていた。
一部の外便所は豪勢なつくりであった。たとえば、ジョージア州ストーン・マウンテンの州立公園にある南北戦争以前のものは、レンガ造りの外壁で、3つの便座を備えていた。コロニアル・ウィリアムズバーグにある外便所は、仮設の木造建築から、高級感のあるレンガ造りのものまで様々である。第3代アメリカ合衆国大統領のトーマス・ジェファーソンは、別荘に八角形の形をした建物の外便所を建設した。このような外便所は、時に過剰な建築物であり、非実用的で派手だと見なされ、「built like a brick shithouse（レンガ造りの外便所のように建てられた）」（がっしりいい体をした、の意）という直喩が生まれた。
また、トイレットペーパーが普及する前には、モンゴメリー・ウォード (Montgomery Ward)やシアーズ・ローバック(Sears Roebuck) のような新聞や通信販売のカタログが広く利用されていた。それらは、ネズミなどから守るために缶などの容器に入れておくことが多かった。カタログはトイレットペーパーの代わりとしてだけではなく、読み物としてもトイレの使用者に利用された。

## アウトドアと外便所

### アウトドアにおける排泄物処理問題

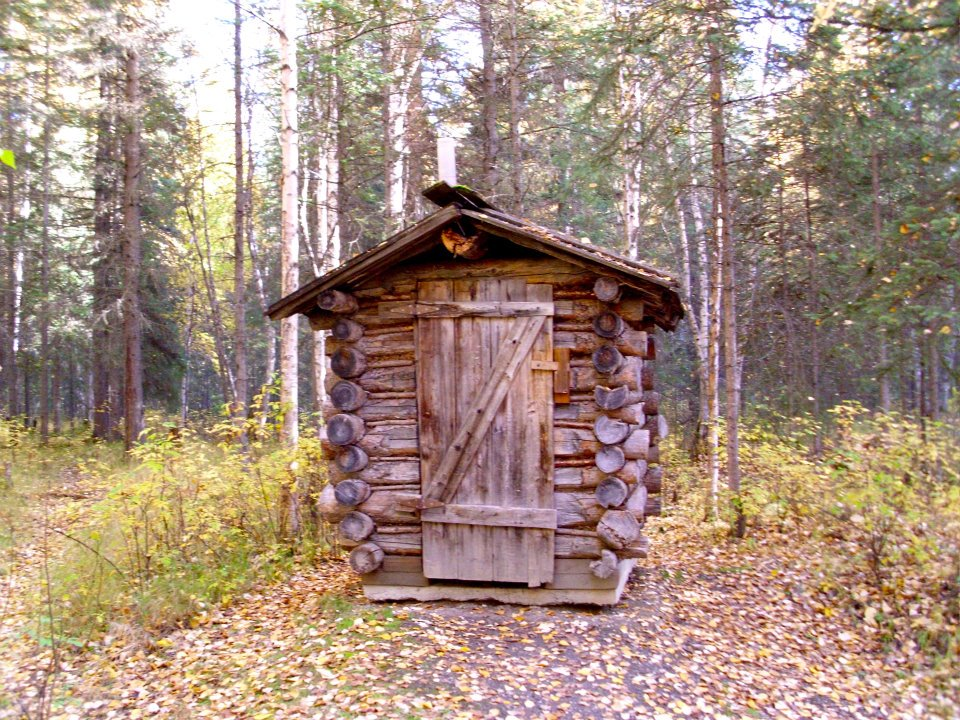
アメリカ・アラスカ州のチェナ・リバー州立保養地にある木造の公共外便所

パドリング、ハイキング、登山の人気の高まりは、世界各地で人間の排泄物の処理問題を引き起こしている。これは、アウトドアに関する組織やそのメンバーらにとっても重要な問題と認識されており、一部の国立公園や人気のある自然保護区域の外便所では、様々な糞尿処理システムが使用されている。
たとえば、ドラム缶を排泄物を溜めるスペースとして用いている場所がある。ドラム缶はヘリコプターで運び入れ、運び出さねばならず、それには多額の費用がかかる。また、一部の公園などでは、「パック・イット・イン、パック・イット・アウト」("pack it in, pack it out"、「自分の出したごみは全て持ち帰る」)ルールが義務付けられている。このルールはエベレストでも定められており、登山客は自身が出した排泄物を含むごみを全て持ち帰る必要がある。排泄物を持ち帰るためには「遠征樽」("expedition barrels")または「便所樽」("bog barrels")と呼ばれる缶が使用されており、登山者が下山途中で中身を捨てたかを調べるために、登山の終わりに重さを量られる「トイレット・タンク」も設置されている。近年では、少なくとも登山者らの健康を守るために山をきれいに保つ必要がある、という認識が広まりつつある。

### 高所にある便所
2007年8月29日に、インヨ国有林内の海抜約14,494フィート (4,418 m)のホイットニー山の山頂に存在する、アメリカ本土で最も高いところにある外便所（建物ではなく、低い岩壁に囲まれた簡素な構造）が撤去された。さらに、国有林内の他の2つの外便所も、ヘリコプターによる大型下水ドラム缶の輸送に伴うコストと危険性のために閉鎖された。現在、マウント・ホイットニー・トレイル (Mount Whitney Trail) を訪れる年間約19,000人のハイカーは、合衆国森林局 (National Forest Service) の許可を取得し、簡易トイレのWagbag（二重密封式衛生キット）を使用しなければならない。前述の「"Pack it in; pack it out"」がスローガンとなっている。太陽光発電トイレも導入されたが、排泄物を十分に圧縮しないという問題が発生したため、本格的に採用されるには至らなかった。また、ハイカーが簡易トイレを持ち歩くことで、パーク・レンジャーらのトイレに関する業務を無くし、より重要なレンジャーの任務に集中することができるようになった。近年、アメリカの国立公園では、Wagbagの導入と外便所の撤去が行われる傾向にある。外便所の設置費用は高く、アメリカ合衆国国立公園局がある外便所を建設した際の費用は333,000ドル超であった。
また同年、モンブランの山頂近くに2つの外便所が設置された。これらはヨーロッパで最も高い場所（4260m）にある外便所となる。コンテナに溜められた利用者の排泄物はヘリコプターによって運ばれる。2つの外便所は、年間30,000人のスキーヤーとハイカーに利用され、糞尿が春の雪解けで山の表面に広がってモン・ブラン（フランス語で「白い山」）がモン・ノワール（フランス語で「黒い山」）になることを軽減することができる。モンブランの来訪者の排泄物に関する問題は以前から指摘されており、2002年の書籍『Le versant noir du mont Blanc』（「モンブランの黒い丘の中腹」）ではその問題が明らかにされている。
ロシア及びヨーロッパ最高峰のエルブルス山（標高5642m）の標高4206m地点には、世界で「最も厄介な外便所」("nastiest outhouse")がある。この外便所は雪に囲まれ、岩の上に組まれた木製の土台の上に設置されており、排泄物はパイプを伝って山肌へ直接流される。衛生面や利便性の面で常に低い評価を受けているが、同時にユニークな体験ができるとも考えられている。外便所はロシアとジョージアの国境近くにあり、ある作家は「...そこにいるときはヨーロッパのようには感じられない。中央アジアまたは中東のように感じる。」("...it does not much feel like Europe when you're there. It feels more like Central Asia or the Middle East.")と述べた。
オーストラリアで最も高いところにある外便所は、コジオスコ国立公園 (Kosciuszko National Park) のメイン・レンジ (Main Range) のローソンズ・パス (Rawson's Pass) に2008年完成した。毎年10万人以上の来訪者が利用しているが、屎尿管理に深刻な問題がある。
ペルーのコルカ峡谷 (Colca Canyon) にある石造りの外便所は「世界で最も高い」と言われている。

## 社会と文化

### 英語における名称
外便所を表す英語の単語はいくつも存在する。"outhouse" という用語は、アメリカ英語では外便所を意味するが、イギリス英語では小屋や納屋などの別棟を意味する。より直接的な表現の"shithouse"が使用される場合もある。
オーストラリアでは、外便所は俗に「ダニー」("dunny")と呼ばれる。「private」の古風な表現である「privy」は、北アメリカ、スコットランド、およびイングランド北部で外便所を表す単語として使用されている。"bog"という単語も使用され、バイオトイレの一種である"treebog"という造語に見ることができる。また、トイレを意味する婉曲表現としては、"back house"、"house of ease"、"house of office"などが挙げられるほか、ウェールズ英語には"little house"（ウェールズ語：tŷ bach）という語がある。"house of office"は、17世紀のイングランドで一般的であり、サミュエル・ピープスの『日記』に何度も登場した。
バージニア州をはじめとする北アメリカの一部地域では、"johnny house"という語が使用される場合がある。また、北アメリカのスカウト運動では、外便所を表す用語として一般的に"kybo"が用いられる。これは、臭気を減らすために外便所の穴から振りかける灰汁または石灰を、Kyboブランドのコーヒー缶を使用して携帯していたことが由来とされる。"Keep Your Bowels Open"（いつも便通を良くしておく）は、逆成略語（既存の"wiki"という単語を"what i know is "の頭字語であるとする、といったもの）であるとされる。一時的なキャンプ地では、浅い穴の上にテントや防水シートを設置する場合があるが、これを"hudo"と呼ぶ場合もある。
ある用語が外便所のみを指すのか、それともトイレ全般を指すのかを判断するのは簡単ではない。

### 神話
Tsi Ku Niangとしても知られるTsi-Kuは、中国の外便所と占いの女神とされている。女性は外便所に行き、Tsi-Kuに尋ねることで未来を知ることができると言われている。

### 規制
アメリカにおいて、外便所の建設と保守は、州や地方政府の制限、規制および禁止の対象となっている。外便所は公衆衛生的な問題を招く場合があるため、法律と一般市民の教育を通して、多様な方法とその実践（飲料水源からの分離など）によって取り組まれてきた。この問題は、都市郊外の開発が農村地域も影響するにつれてより顕著になり、より深い文化的対立の外的な現れでもある。

### 歌、詩、漫画など
- 2階建ての外便所は、トリクルダウン理論に関する不名誉なメタファーとしてしばしば用いられてきた[61][62]。1階と2階に誰が描かれているかによって、それは簡単で親しみやすい漫画となる[63]。

- 2003年11月10日に、外便所の絵がカナダ・ブリティッシュコロンビア州の漫画家であるジョニー・ハート（英語版）によって、宗教をテーマにしたとされる作品のモチーフとして利用され、物議を醸した[64]。

- チャールズ・「チック」・セール (Charles "Chic" Sale)は、ヴォードヴィルや映画で有名なアメリカのコメディアンであった。1929年に彼は書籍『The Specialist』を出版し[65]、し、アンダーグラウンドな人気を集め、100万部以上を売り上げた。この本の内容は外便所の販売に関する事柄を中心とし、様々な外便所のそれぞれの利点を取り上げ、「1穴」、「2穴」などの構造的な特徴をもとに分類している。また、1931年には彼の独白「"I'm a Specialist"」[66]が出版され、人気のレコーディング・アーティストであるフランク・クルーミット（英語版）（音楽はNels Bitterman）によってヒット・レコード（Victor 22859）になった。「Outhouse Wall of Fame」でも言及されているように[67]、「"Chic Sale"」という用語は外便所を表すスラングとなってしまい、セール自身はこのことを不幸だと感じていた。

- アメリカのフォーク・シンガーのBilly Edd Wheelerは、"The Little Brown Shack Out Back"というタイトルの曲で、外便所を感傷的に捉えている[68]。

- ニューファウンドランド島では、"Good Old Newfie Outhouse"というタイトルのよく知られた曲があり、マイナス25度の気温で外便所を使用すると、ズボンが膝の位置で凍ってしまうことについて言及している。歌手のBobby Evansによるバージョンは、iTunesの「Silly Songs」というアルバムに収録されている[69]。

- アメリカでの外便所の消滅を題材にした、"Passing of the Backhouse"いうユーモラスでノスタルジックな詩がある。アメリカの詩人ジェームズ・ウイットコム・ライリー（英語版）などによって書かれたと言われているが、ライリー自身は1910年にこれを否定している。[70][71]。

### その他
- 世界各地で、タイヤやそりを取り付けた外便所を模した建物を人間が引っ張ってタイムや着順を競う「外便所レース」が開催されている。ミシガン州では、アッパー半島のトレナリー (Trenary) や[72][73]、マキノウ・シティ (Mackinaw City) で、「世界最大」を自称する毎年恒例のレースが開かれている[74]。他の有名なものとしては、ミシガン州のイェールで開催されるボローニャ・フェスティバル (Bologna Festival) のものや、カナダ・ユーコン準州ドーソン・シティで開催されるものが挙げられる。また、ビクトリア州メルボルンのウェリビー (Werribee) で開催されるウィーラマ・フェスティバル (Weerama Festival) では「グレート・オーストラリアン・ダニー・レース」 (Great Australian Dunny Race) という外便所レースが行われており、同フェスティバルの看板イベントとなっている[75]。
- アメリカ第37代大統領のリチャード・ニクソンは、大学生時代に伝統的なキャンパスの焚き火に投げ込まれる3穴の外便所を提供したことで有名になった[76]。

## ギャラリー

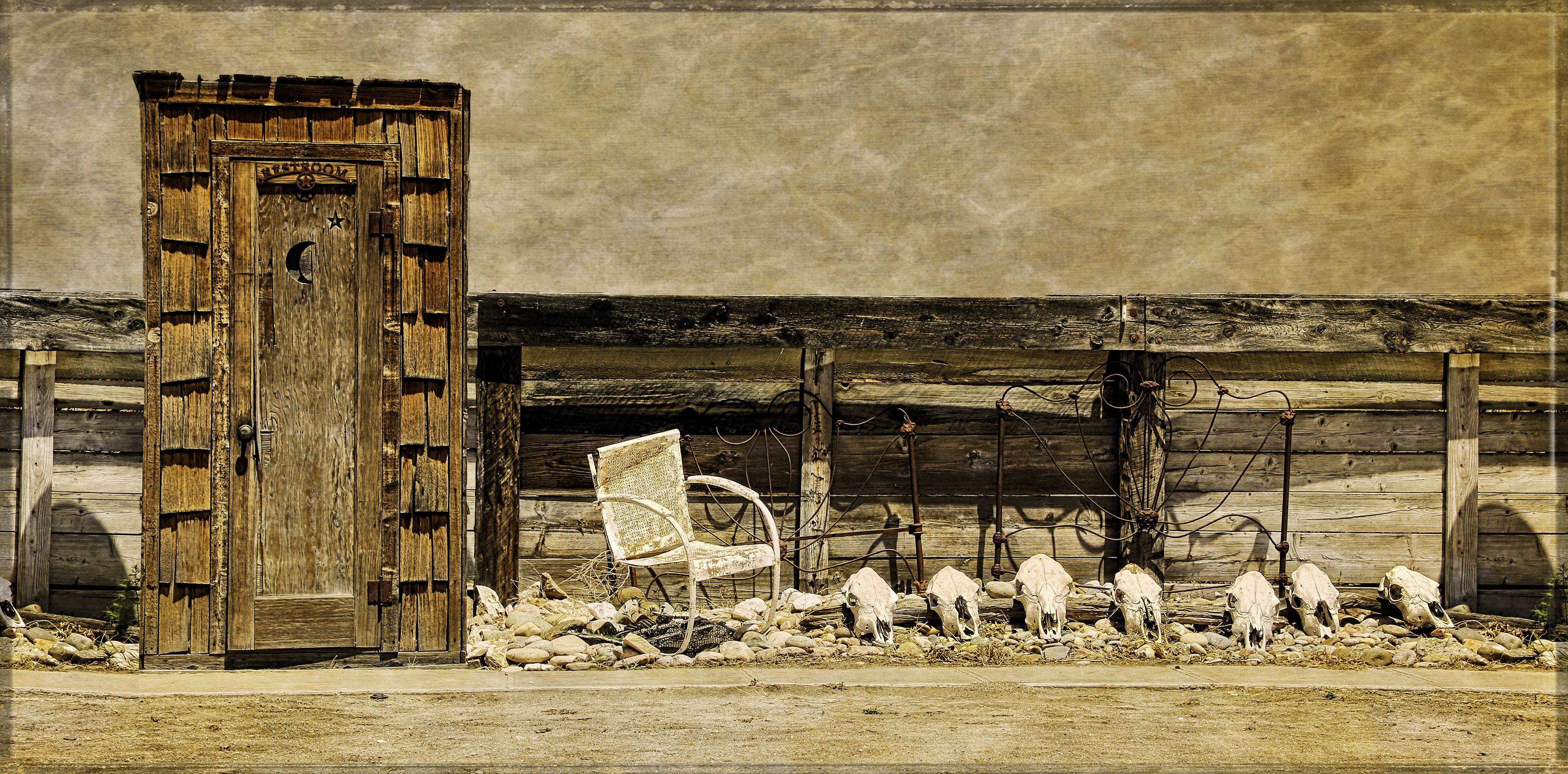
コロラド州の牧場に展示されている、西部開拓時代に建設された外便所
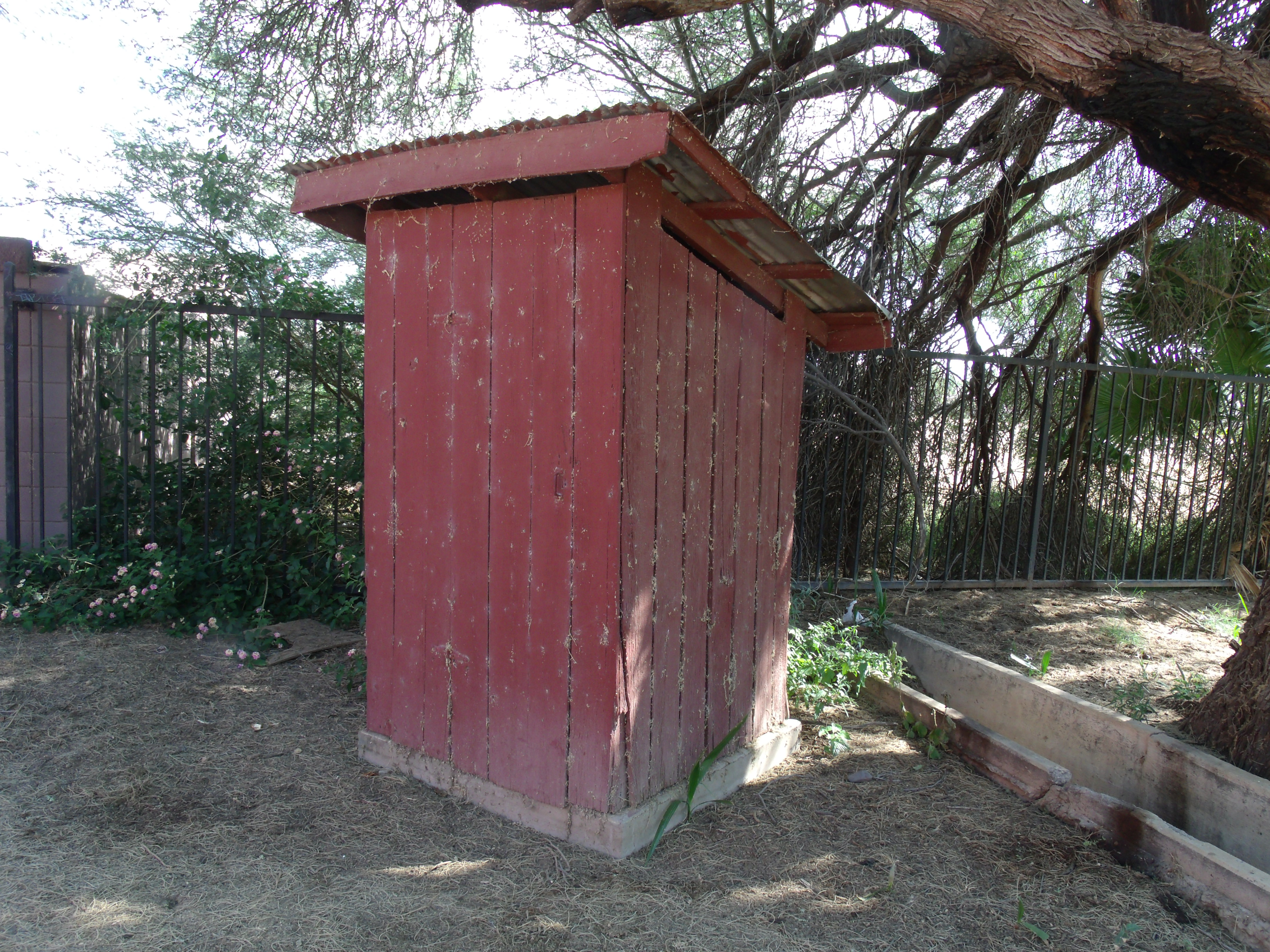
アリゾナ州グレンデールのマニスティー・ランチ (Manistee Ranch) にある、19世紀に使用されていた外便所
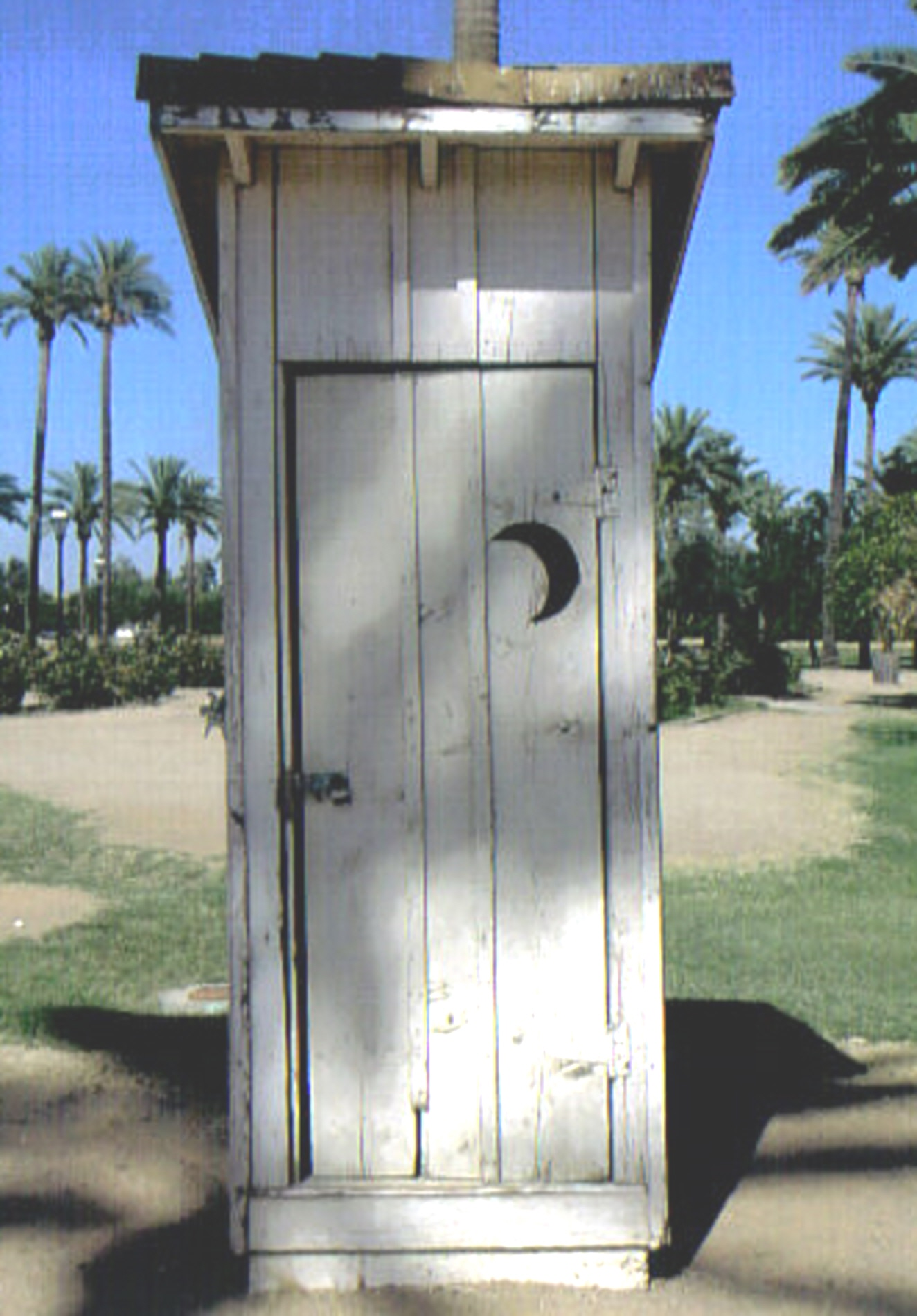
アリゾナ州グレンデールのサワロ・ランチ (Sahuaro Ranch) にある、19世紀に使用されていた外便所
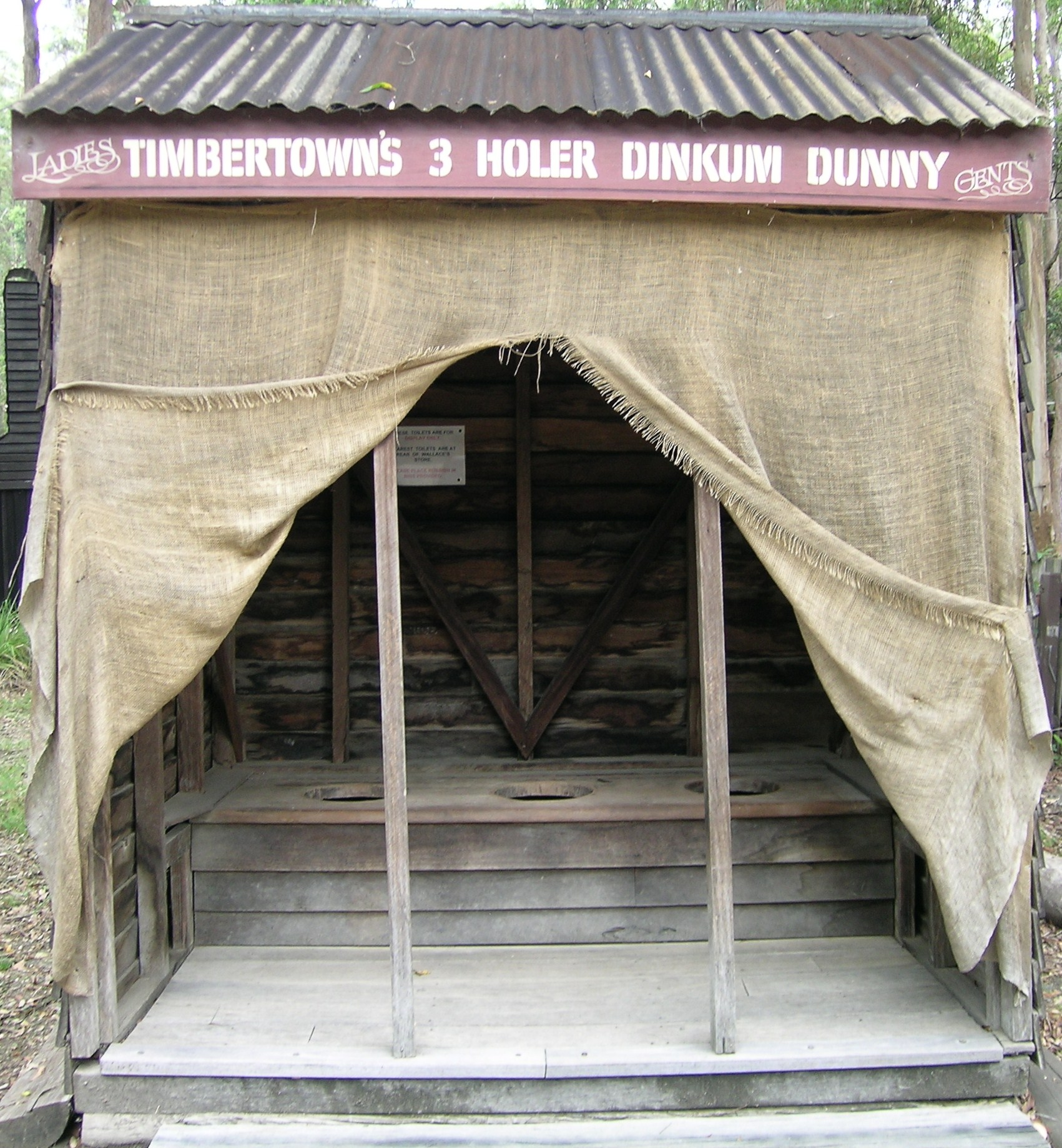
オーストラリア・ニューサウスウェールズ州ウォーホープ (Wauchope) にある、3つの便座を備えた外便所
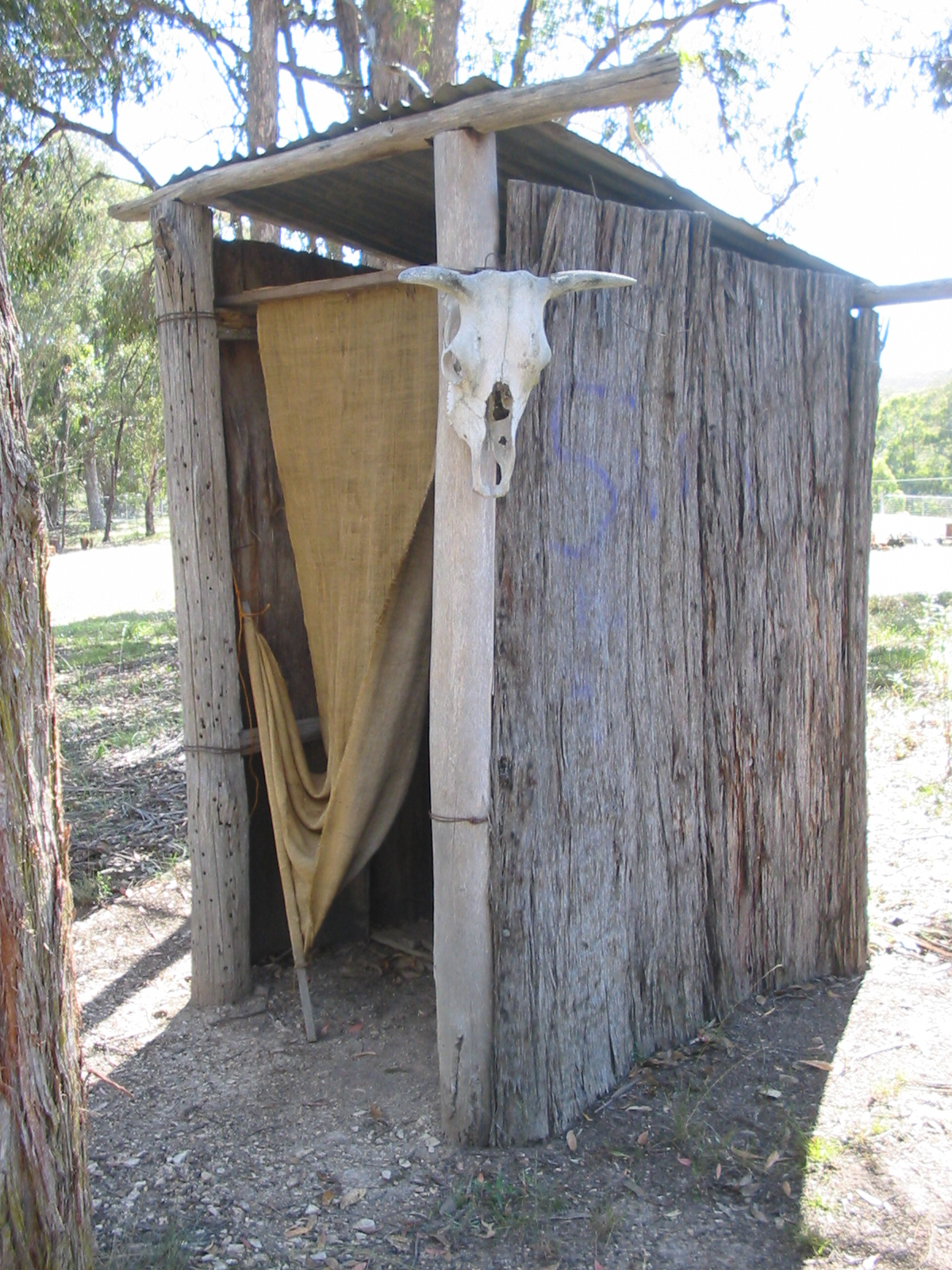
ニューサウスウェールズ州ウォルカ (Walcha) にある外便所
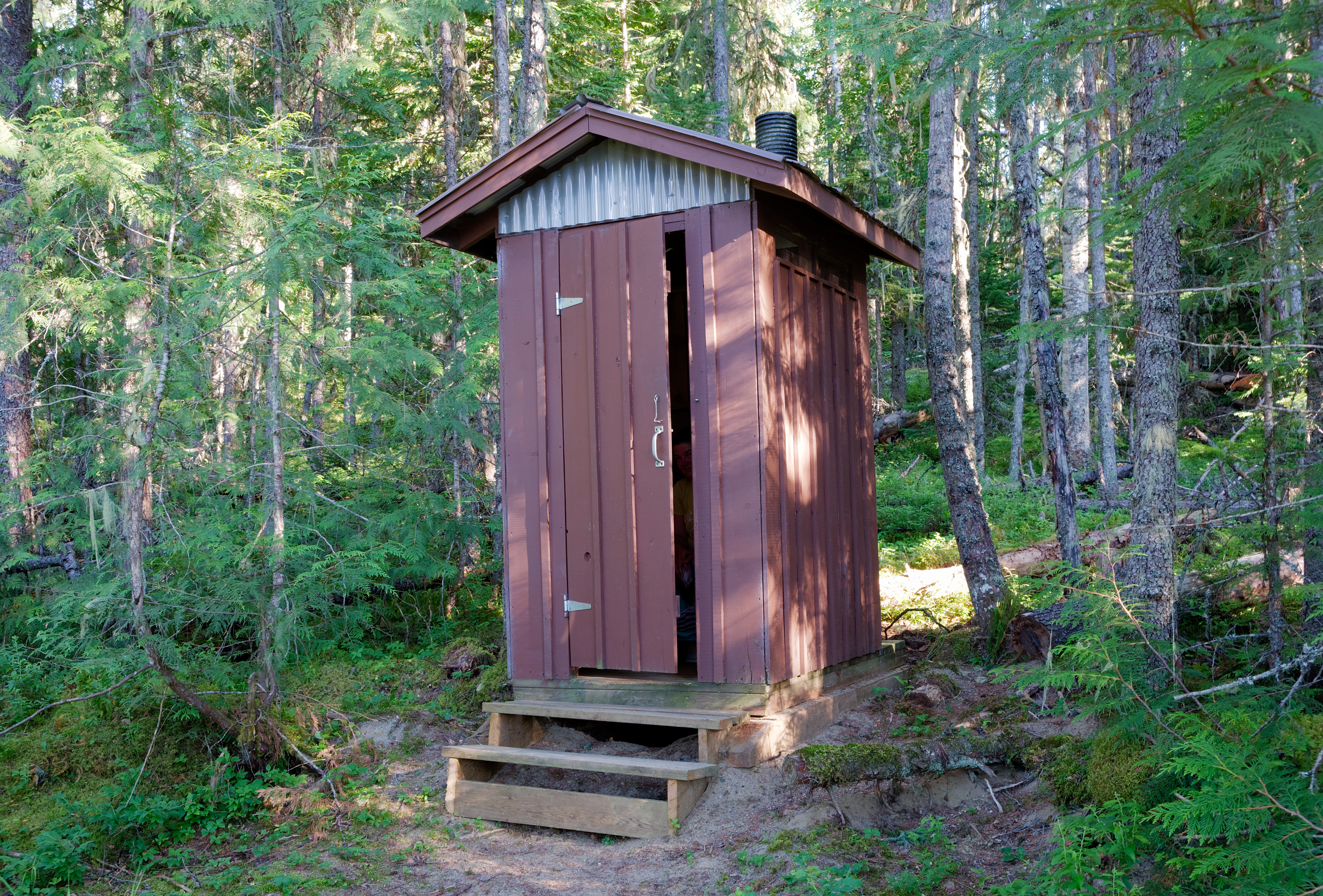
カナダ・ブリティッシュコロンビア州のボウロンレイク州立公園 (Bowron Lake Provincial Park) にある外便所